# Wahlen zum Senat der Vereinigten Staaten 1946
Bei den Wahlen zum Senat der Vereinigten Staaten 1946 am 5. November 1946, bzw. am 9. September im Bundesstaat Maine, wurde in den Vereinigten Staaten ein Drittel der Mitglieder des US-Senats gewählt. Die Wahlen waren Teil der allgemeinen Wahlen zum 80. Kongress der Vereinigten Staaten in jenem Jahr, bei denen auch alle Abgeordneten des Repräsentantenhauses gewählt wurden. Da der Wahltermin etwa in der Mitte der ersten Amtszeit von Präsident Harry S. Truman lag (Midterm Election), galten die Wahlen zum Teil auch als Votum über die bisherige Politik des Präsidenten.
Seit der Verabschiedung des 17. Zusatzartikels zur Verfassung der Vereinigten Staaten im Jahr 1913 werden alle US-Senatoren in ihrem jeweiligen Bundesstaat direkt vom Volk ihres Staates gewählt. Dabei stellt jeder Bundesstaat 2 Senatoren. Nach der Verfassung der Vereinigten Staaten werden US-Senatoren auf sechs Jahre gewählt. Allerdings werden nie alle Senatsmitglieder gleichzeitig gewählt. Die Wahlen folgen einem Schema, wonach alle zwei Jahre ein Drittel der Senatoren zeitgleich mit den Wahlen zum US-Repräsentantenhaus gewählt werden. Zu diesem Zweck ist der Senat in drei Klassen eingeteilt, die das Wahljahr der Senatoren bestimmen. Im Jahr 1946 standen die Senatoren der Klasse I zur Wahl. Zu diesem Zeitpunkt bestanden die Vereinigten Staaten aus 48 Bundesstaaten. Daraus ergibt sich die Zahl von insgesamt 96 Senatoren, von denen 39 zur Wahl standen; eigentlich wären nur 32 Senatoren zu wählen gewesen. Die höhere Zahl ergab sich aus 5 Vakanzen innerhalb der nicht zur Wahl stehenden Senatssitze, die bei diesen Wahlen ebenfalls zur Wahl standen. Dabei handelte es sich aber nur um Nachwahlen. Die Klassenzugehörigkeit dieser fünf Senatoren änderte sich nicht und sie wurden auch nur bis zum Ablauf der jeweiligen Amtszeit ihrer eigentlichen Senatorenklasse gewählt. Die Wahl endete mit einem deutlichen Zuwachs der Republikaner, die 13 Mandate hinzugewannen. Damit übernahmen sie die Mehrheit im Senat, die seit 1932 von den Demokraten gehalten wurde. Die Gründe waren unter anderem in der Innenpolitik der Bundesregierung unter Präsident Truman zu sehen. Dabei ging es um umstrittene Eingriffe der Regierung in Tarifkonflikte und um die Aufhebung der vormals kriegsbedingten Preiskontrollen. Beide Punkte schadeten den Demokraten.

## Senatszusammensetzung nach der Wahl
- Demokratische Partei: 45 (57)[1]
- Republikanische Partei: 51 (38)
- Progressive Party: 0 (1)

Gesamt: 96
In Klammern sind die Ergebnisse der letzten Wahlen vom 7. November 1944. Veränderungen im Verlauf der Legislaturperiode, die nicht die Wahlen an sich betreffen, sind bei diesen Zahlen nicht berücksichtigt, werden aber im Artikel über den 80. Kongress im Abschnitt über die Mitglieder des Senats bei den entsprechenden Namen der Senatoren vermerkt.
Zu Veränderungen nach der Wahl siehe auch Liste der Mitglieder des Senats im 80. Kongress der Vereinigten Staaten.